# Eremitilla mexicana
Eremitilla es un género monotípico de plantas sin clorofila, perenne, parásita, de la familia de las Orobancáceas. Su única especie: Eremitilla mexicana, es originaria de México en el Estado de Guerrero.

## Distribución y hábitat
Esta especie es endémica de la vertiente interior de la Sierra Madre del Sur, en Guerrero, México, donde se encuentra entre los 1.800 y 2.000 m s. n. m., en áreas donde la vegetación consta de bosques de pino y encino en una red de barrancos rocosos y empinados, con pequeños manantiales que alimentan a los arroyos. Las paredes escarpadas y el flujo de los drenajes de las cabeceras proporcionan un microambiente permanentemente húmedo, con árboles, algunos de más de 20 m de altura, y plantas herbáceas. La transición entre este hábitat restringido y los bosques estacionalmente secos que lo rodean generalmente es muy abrupta. Se ha encontrado hospedada en árboles de la especie Hedyosmum mexicanum.

## Descripción
No tiene raíces sino que forma cuerpos amorfos, hinchados, algo aplanada vegetativas ahderidos lo largo de las raíces de la planta hospedera. Los tallosse basan en cojines de los de años de anteriores; son solitarios o en grupos de 2 o más en cada cuerpo vegetativo, de 15 a 45 cm de longitud y 6 a 12 mm de diámetro, no ramificados, suculentos, más o menos cilíndricos, con porciones irregulares delgadas y más gruesas, de color amarillo externa e internamente, que se torna color óxido a marrón.
Las hojas crecen cerca de la base del tallo; son densamente imbricadas en espiral, escuamiformes, de 4 a 6 mm  de ancho por 5 a 8 mm de largo, oblongas a ovadas. Inflorescencia solitaria con espigas terminales, hlas flores densamente imbricadas en espiral, con una bráctea por flor de 21 a 28 por 14 a 18 mm. Presenta 4 a 5 sépalos y corola amarillo color pálido con márgenes de color marrón rojizo a rojizo púrpura. Frutos capsulares, de 16 a 20 mm , color castaño rojizo con crestas de color marrón oscuro y semillas numerosas de 0,4 mm por 0,9 mm, de color marrón rojizo con crestas de color marrón oscuro.

## Taxonomía
Eremitilla mexicana fue descrita por Yatsk. & J.L.Contr. y publicado en Novon 19(2): 267, 1–3. 2009.